# Cutie Honey
Cutie Honey (キューティーハニー?, Kyūtī Hanī, occasionalmente trascritto anche come Cutey Honey) è un franchising creato da Gō Nagai nel 1973. La protagonista Cutie Honey è una ragazza androide che normalmente vive sotto l'identità segreta della bionda Honey Kisaragi, ma che in caso di bisogno può assumere più identità alternative, ognuna di diverso aspetto e dotata di poteri ed equipaggiamenti speciali, di cui la principale è per l'appunto quella di Cutie Honey, una spadaccina dai corti capelli rossi. Honey è nota per essere decisamente maliziosa rispetto agli standard femminili giapponesi, spesso infatti prende in giro i propri amici maschi e si fa beffa dei suoi nemici durante i combattimenti.
Cutie Honey compare per la prima volta nella rivista antologica Shōnen Champion, volume 41, ottobre 1973, pubblicata 13 giorni prima dell'inizio della serie televisiva. Secondo Nagai, Honey è la prima protagonista femminile di una serie shōnen. La serie TV iniziò il 13 ottobre 1973 e durò fino al 30 marzo 1974, quando fu conclusa forzatamente per via delle polemiche che suscitò (pur essendo una serie "per tutti", presentava varie scene di nudo ed altri elementi ritenuti scabrosi da molti genitori di quel periodo). Col senno di poi la serie è stata considerata di genere mahō shōjo. Venne trasmessa anche in Francia alla fine degli ottanta con il titolo Cherry Miel, mentre in Italia non è mai arrivata.
Il franchise prese forma in diverse opere, incluse numerose serie manga, due serie televisive, due serie OAV, due CD drama e due adattamenti cinematografici live action. Quasi tutti gli adattamenti della serie condividono la stessa sigla musicale, Cutie Honey, interpretata nel corso degli anni da varie interpreti ed oggetto di innumerevoli cover.
L'ispirazione di Nagai per il personaggio di Honey proviene dalle classiche fiction televisive, in cui il protagonista aveva il potere di assumere forme diverse come Bannai Tarao, Rainbowman (1972).

## Manga

### Cutie Honey(1973-1974)
Il franchise Cutie Honey nasce inizialmente, oltre che come una serie televisiva, anche come due differenti manga, uno realizzato da Gō Nagai e l'altro da Ken Ishikawa. Il manga di Nagai è stato pubblicato dal 1º ottobre 1973 al 1º aprile 1974 sulla rivista Shonen Champion della Akita Shoten, per essere poi raccolto in due volumi. Il manga stato ripubblicato nel 1985 come volume singolo, ma nessun'altra versione di Honey è stata prodotta sino al 1992. La versione di Ken Ishikawa è stata pubblicata dal novembre 1973 al maggio 1974 sulla rivista Bouken Oh della Akita Shoten, per essere poi raccolto in un unico volume. Il manga di Ishikawa è un adattamento abbastanza fedele della serie televisiva di Cutie Honey, senza alcuna variazione, mentre la versione di Go Nagai si differenzia in diversi punti rispetto all'anime. Sempre nel 1973 fu pubblicato un terzo manga di Cutie Honey, disegnato da Yuu Okazaki e pubblicato sulla rivista TV Magazine della Kōdansha. Anche in questo caso si trattava di un adattamento della serie televisiva. Questo manga non è mai stato raccolto in volumi.

### Cutie Honey(1992-1993)
Nel 1992 sulla rivista SPA! della Fusuosha è stata pubblicata una nuova serie di Cutie Honey ad opera di Go Nagai. Il manga pubblicato dall'8 luglio 1992 al 7 aprile 1993 è stato poi raccolto in due volumi. Questo manga rappresenta un sequel della serie originale, essendo ambientato venti anni dopo gli eventi di Cutie Honey del 1973. Honey Kisaragi è ancora in lotta con Panther Claw, mentre la famiglia Hayami è decisamente invecchiata. Il nuovo aiutante di Honey è Todoroki, un giovane detective che si innamora di lei.

### Cutie Honey Flash(1997-1998)
Contemporaneamente alla trasmissione televisiva di Cutie Honey Flash furono pubblicati due manga distinti, entrambi intitolati Cutie Honey Flash: il primo, realizzato da Yukako Īsaka, è stato pubblicato sulla rivista Ciao della Shogakukan dal marzo 1997 all'aprile 1998, per poi essere raccolto in quattro volumi; il secondo, illustrato da Kazuyuki Sasaki su testi di Ken Ishikawa, è stato pubblicato dalla Koro Koro Comics della Shogakukan dall'aprile 1997 al febbraio 1998, per poi essere raccolto in quattro volumi. Entrambe le versioni sono degli adattamenti più o meno fedeli della serie televisiva, da cui si discostano solo in alcuni punti. Nel manga di Īsaka, l'antagonista Misty Honey alla fine non muore, ma si allea con Cutie Honey e sarà risolutiva per sconfiggere Sister Jill. Nel manga di Sasaki-Ishikawa invece non è presente il personaggio di Seiji, il detective aiutante di Honey, il cui ruolo è sostituito da Fujimaru.

### Cutie Honey Tennyo Densetsu(2001-2003)
Disegnato da Gō Nagai, e pubblicato sulla rivista Weekly Manga Action della Futabasha dal 2001 al 2003, Cutie Honey Tennyo Densetsu è stato poi raccolto in nove volumi, ed è quindi la saga più lunga fra quelle pubblicate sull'eroina. La serie è un sequel del manga del 1992. Si tratta di un'opera decisamente più matura rispetto ai lavori precedenti, che si inserisce a pieno titolo nell'universo di Go Nagai, grazie ad alcuni riferimenti ad altre opere dell'autore, come Violence Jack. Rispetto alle precedenti versioni della storia, Cutie Honey si nasconde sotto i panni di un ragazzo, Hisashi Hanyuu; Panther Claw è molto più crudele; gli aiutanti di Honey sono Todoroki (nipote dell'omonimo personaggio del manga del 1992) e Seiko Hayami, ragazza dedita all'alcol ed al sesso occasionale, nonché figlia di Seiji.

### Cutie Honey a Go Go!(2003-2005)
Realizzato da Shinpei Ito su soggetto di Hideaki Anno, questo manga è l'adattamento del film Cutie Honey del 2004 ed è stato pubblicato sulla rivista Tokusatsu Ace della Kadokawa Shoten dal 28 novembre 2003 al 1º luglio 2005, per poi essere raccolto in un unico volume. L'atmosfera del manga è la stessa surreale e goliardica del film, benché siano presenti alcuni personaggi del manga.

### Cutie Honey Seed(2004-2006)
Realizzato da Komugi Hoshino e pubblicato sulla rivista Young Champion della Akita Shoten dal 2004 al 2006, la serie è stata poi raccolta in quattro volumi. La storia di questo manga è totalmente differente da tutto il materiale prodotto in precedenza su Cutie Honey, e rappresenta più una commedia romantica che una serie d'azione. Honey Kisaragi è un androide costruito per scopi bellici, ma fortuitamente recuperato dal giovane Yuuta che l'accoglie in casa, scatenando reazioni in tutti gli altri personaggi femminili che entreranno in scena nella storia.

## Anime

### Cutie Honey(1973)
Honey è una ragazza androide creata da un anziano scienziato perché sia sua «figlia». Non sa di essere una creatura artificiale e frequenta una scuola cattolica. Scopre la verità su di sé il giorno in cui suo «padre» viene ucciso dai membri dell'organizzazione criminale chiamata «Panther Claw» («Artiglio della Pantera»). Pronunciando le parole «Honey Flash!» può trasformarsi in una supereroina dai capelli rossi, dotata di grande forza e agilità, ed armata con una spada. In realtà può assumere diverse forme alternative, comunque sempre di una bella donna, con differenti capacità. (Nella sua forma «normale» ha lunghi capelli biondi). È capace di trasformarsi grazie ad un congegno installato nel suo corpo, il Sistema Fisso degli Elementi dell'Aria. Honey conduce fino alla vittoria la sua lotta contro Panther Claw (e le sue agenti androidi), mentre continua a frequentare la scuola. Ad aiutare Honey nella sua vendetta c'è la famiglia Hayami, Hayami Danbei, i suoi due figli Seiji e Junpei, e più avanti nella serie, suo nipote Naojiro. Panther Claw è governata da Panther Zora, e dalla sua sorella più giovane, Sister Jill. Il loro obiettivo principale è la ricchezza illimitata ed impadronirsi del macchinario che permette a Honey di trasformarsi. La serie originale termina con un finale aperto, con Honey che sconfigge Sister Jill e scopre che Panther Zora è la vera leader di Panther Claw.
Il manga contiene ancora più violenza, umorismo volgare e nudità della serie televisiva originale. Nel manga tutto il personale femminile e le alunne della Saint Chapel School sono lesbiche, inclusa la migliore amica di Honey, Aki Natsuko. Mentre i membri di Panther Claw nell'anime sono androidi (eccetto Sister Jill e Panther Zora), nel manga sono indicati come cyborg. L'idea della Paradise School, e dei personaggi di Naojiro e Goeman (insegnanti alla Paradise School) fu invece presa in prestito da un altro manga di Go Nagai, Abashiri Family. Comunque c'è un personaggio femminile nel manga, chiamata Naoko, che ricorda Naojiro. Questa è il "boss" della Saint Chapel, mentre Naojiro era il "boss" della Paradise School. Il manga termina in maniera simile all'anime (sebbene con un pizzico di comicità in più). Ad ogni modo, la storia termina effettivamente in Cutie Honey 90's.
Il manga di Ken Ishikawa segue una formula più a episodi, similmente alla serie televisiva. I disegni sono piuttosto rozzi e inconsistenti. Diversamente dalla serie televisiva e dal manga originale, Honey sa fin dall'inizio che Panther Zora è la leader di Panther Claw. Nella versione di Ishikawa, Sister Jill non compare fino all'ultimo capitolo. Come nel manga originale e nella serie televisiva, termina con Honey che sconfigge Sister Jill e continua la sua battaglia contro Zora.

### Cutey Honey - La combattente dell'amore(1994-95)
Pubblicato anche negli Stati Uniti come New Cutie Honey, questo OAV continua la storia molti anni dopo, con Honey rimasta giovane, ma che ha dimenticato la sua vera identità. Una volta recuperata la memoria continua la sua lotta contro il male. In questa fase i suoi poteri di mutazione si sono incrementati fino al punto di poter imitare la forma di ogni persona (ma non di cambiare il proprio genere sessuale, neanche quando imita un uomo). La nozione di un androide mutaforma può naturalmente essere fatta risalire fino alla serie manga di fantascienza di Hirai e Kuwata, 8 Man. Per certi aspetti Cutie Honey è una versione estremamente sensuale del vecchio supereroe; è significativo che il defunto padre di Honey sia un clone del creatore di 8 Man, il Dottor Tani.
Molti anni dopo gli eventi della prima serie, dunque, i cittadini di Cosplay City sono in lotta contro i criminali. Nel mezzo del caos un nuovo sindaco, Light, ha giurato di mettere sotto controllo i criminali e riportare la pace. Comunque l'oscuro signore Dolmeck, insieme ai suoi due assistenti, Black Maiden (in realtà Panther Zora) e Peeping Spider cerca di fermarlo. Quando apprende che la sua segretaria, Honey Kisaragi, è in realtà la leggendaria Cutie Honey, riprende la sua campagna per salvare la città con il potere dell'amore.
Dopo il suo ritorno, Honey si trasferisce nella casa di Danbei Hayami, guardiano cyborg e «vecchio sporcaccione», di suo nipote Chokkei e dei genitori di quest'ultimo, Daiko e Akakabu.
Questa serie è stata pubblicata in Italia nel 1996, in quattro videocassette edite da Dynamic Italia (ora Dynit) con il titolo Cutey Honey - La combattente dell'amore. Il doppiaggio è diretto da Fabrizio Mazzotta e la voce di Cutie Honey è di Francesca Fiorentini.
La serie doveva essere originariamente composta da 12 episodi, ma terminò all'episodio 8. Mentre i primi quattro episodi, che contengono una storia autoconclusiva, sono considerati un successo, la seconda serie di quattro episodi, destinata a preparare la scena per i quattro episodi conclusivi fallì nel generare nuovo interesse nel 1995. La Toei Animation non finanziò la produzione degli ultimi quattro episodi e la serie terminò senza un vero finale. Quando nel 2004 la serie è stata pubblicata in DVD in Giappone, l'episodio 9, di cui era stata scritta la sceneggiatura, pur non essendo stato prodotto è stato trasformato in un CD drama. I rimanenti tre episodi non sono stati mai sceneggiati.
Questa serie è piena di riferimenti alle opere precedenti di Go Nagai.
- Molte delle armi di Danbei sono versioni miniaturizzate di quelle usate da Mazinga Z, Grande Mazinga e Goldrake.
- I criminali si nascondono dietro un gargoyle con l'aspetto di Devilman alla fine del primo episodio.
- Nel settimo episodio Honey si trasforma in un condannato identico a Koji Kabuto. Nello stesso episodio fa anche coppia con Akira di Devilman.
- L'aspetto dei genitori di Chokkei, Daiko e Akakabu è basato su quello dei genitori di La canaglia in minigonna.
- Nel secondo episodio c'è un busto di Mazinga Z sul comodino e uno dei cattivi è identico a Sayaka Yumi.

### Cutie Honey Flash(1997-98)
Questa serie è stata prodotta dallo stesso staff di produzione di Sailor Moon e viene generalmente considerata la più edulcorata e la più "adatta alle famiglie" (la "F" del titolo non sta però per "family", ma per "flash").
Nello stesso periodo in cui veniva trasmessa, la Shogakukan ne ha pubblicato due adattamenti a fumetti: uno shojo manga (disegnato da Yukako Īsaka e serializzato su Ciao) ed un kodomo manga (disegnato da Kazuyuki Sasaki su testi di Ken Ishikawa, e serializzato su CoroCoro Comic).
Honey può trasformarsi in chi preferisce, ma le sue forme più frequenti sono al solito sette:
- Scoop Honey - Paparazzo. Una donna pronta con cinepresa e macchina fotografica a catturare notizie.
- Stage Honey - Cantante. Una donna con il microfono e vestita con un abito di scena, pronta a salire sul palco.
- Nurse Honey - Infermiera. Una donna esperta di medicina.
- Elegance Honey - Sposa. Una donna che indossa un abito da sposa formale bianco. Il bouquet viene utilizzato quando è in pericolo.
- Hurricane Honey - Motociclista. Una donna a cavalcioni della sua moto ogni volta che deve scappare.
- Escort Honey - Guida turistica. Una donna sempre presente quando serve, con un travestimento da hostess.
- Cutie Honey - Eroina. Una donna dal corpo perfetto che salva la giornata.

Viene introdotta per la prima volta la sorella e rivale di Cutie Honey: Misty Honey (da non confondere con l'originale travestimento da cantante della prima serie). Misty Honey, diversamente da Cutie Honey non può trasformarsi in chi vuole, può solo trasformarsi in Misty Honey. Ha una fascia intorno alla gamba che somiglia al collare di Honey e per trasformarsi pronuncia le stesse parole di Honey. Può anche essere considerata come una versione invertita di Honey, dato che Misty Honey ha lunghi capelli blu ed un abito meno appariscente, mentre Cutie Honey ha corti capelli rosa ed un abito molto vistoso. Il suo alter ego è Seira Hazuki.
Come per Shin Cutie Honey ci sono diversi riferimenti ad altre opere di Go Nagai. Uno dei criminali, Freddy Claw, è una via di mezzo femminile del Dottor Inferno e del Conte Blocken di Mazinga Z. Un altro criminale, Gorgon Claw, è una versione femminile del Duca Gorgon sempre di Mazinga Z e del Grande Mazinga. Diversi avversari che compaiono nelle puntate sono ispirati da mostri dell'originale Cutie Honey e della serie di Devilman. Due ragazzi della scuola frequentata da Honey Kisaragi sono basati sui piloti del Getter Robot.
La Toei aveva riposto molte speranze su questa serie, designata come "erede" di Sailor Moon da poco conclusa, ma ne rimase parzialmente delusa. In un'intervista pubblicata su Kappa Magazine n. 68 dichiarò che non ebbe il successo sperato, probabilmente perché il pubblico era partito prevenuto per via della pessima reputazione del fumetto originale e della serie del 1973.

### Cutie Honey(2004)
Nel 2004 la Gainax ha prodotto un film live-action, con protagonista la popolare modella giapponese Eriko Satō. Diretto da Hideaki Anno, il film racconta liberamente la storia classica della battaglia di Cutie Honey per difendere l'umanità e vendicare suo padre, ucciso dai membri di Panther Claw. I criminali affrontati da Honey includono Sister Jill, Gold Claw, Cobalt Claw, Scarlet Claw e Black Claw. Nel fim compare anche Go Nagai in un cameo.

### Re: Cutie Honey(2004)
Simultameneamente al rilascio del film, la GAINAX ha prodotto anche un nuovo OAV in tre puntate intitolato Re: Cutie Honey. L'OAV racconta essenzialmente la stessa storia del film, sebbene con un dettaglio di trama e storia significativamente maggiore. Divergendo radicalmente dallo stile delle precedenti incarnazioni di Cutie Honey, Re: Cutie Honey usa un'animazione più semplicistica e linee in grassetto pesantemente influenzate dalla serie originale di Cutie Honey. La semplicità di molti sfondi e personaggi crea un effetto visivo molto peculiare.

### Cutie Honey Universe(2018)
Come parte delle celebrazioni per i 50 anni di carriera di Go Nagai, insieme a Mazinga Z Infinity e Devilman Crybaby, nel 2018 è uscita una nuova serie dedicata a Cutie Honey, dal titolo di Cutie Honey Universe. Il direttore della serie è Akitoshi Yokoyama. L'animazione è stata affidata a Production Reed, mentre Natsuko Takahashi hanno lavorato alla sceneggiatura. Il character designer, nonché direttore generale dell'animazione, è Shuichi Iseki. L'8 febbraio 2018, con il secondo trailer, è stato annunciato che la serie anime sarebbe stata trasmessa in Giappone dall'8 aprile 2018. La messa in onda si è poi conclusa il 24 giugno successivo. Maaya Sakamoto è la doppiatrice di Cutie Honey e della sua versione "standard", Kisaragi Honey. A doppiare le altre trasformazioni della ragazza: Maaya Uchida (Hurricane Honey), Tomoyo Kurosawa (Flash Honey), Yukari Tamura (Misty Honey), Kana Hanazawa (Idol Honey) e Suzuko Mimori (Fancy Honey). Nella versione italiana Kisaragi Honey e tutte le sue trasformazioni sono doppiate da Katia Sorrentino.
La serie, composta da 12 episodi, è stata distribuita in home video in Giappone dal 29 agosto 2018.
Yamato Video ha annunciato una versione italiana il 17 settembre 2021, con il doppiaggio italiano diretto da Maurizio Merluzzo. Gli episodi doppiati in italiano sono stati pubblicati da Amazon Prime Video sul canale Anime Generation dal 27 dicembre 2021 al 7 marzo 2022.

## Nudità
Nella serie originale ogni volta che Cutie Honey si trasformava in una delle sue forme, veniva vista nuda per un attimo. Inoltre, nella serie ci sono diversi momenti in cui Honey compare in pose provocanti.
Il grado di nudità nelle diverse serie è variato negli anni. Mentre in Cutie Honey Flash compaiono in assoluto meno che nelle altre serie (e con poco dettaglio), in Cutey Honey - La combattente dell'amore ci sono contenuti apertamente sessuali, ed è probabilmente la più ecchi. Poiché Cutey Honey - La combattente dell'amore è l'unica serie ad essere stata pubblicata in lingua inglese, ha conferito al personaggio una reputazione erronea di titolo hentai, pur non essendo la cosa generalizzabile.
Nonostante la presenza di nudità, l'intento è essenzialmente parodistico o comico. Honey tratta con vecchi depravati, teenager in tempesta ormonale ed anche belle lesbiche in contesti umoristici. A riprova di tanto esiste una trasposizione hentai dal titolo Angel Blade.

## Musiche
La canzone di apertura è intitolata semplicemente Cutie Honey ed è composta da Takeo Watanabe. Nella versione originale del 1973 venne cantata da Yoko Maekawa, che cantò anche la canzone di chiusura Yogiri no Honey ("Notte nebbiosa di Honey"). La canzone è molto famosa in Giappone ed è stata interpretata, fra gli altri, da les-5-4-3-2-1, Mayukiss, Salia, Koda Kumi, GO!GO!7188, Two-Mix, Perfume e Ahyoomee (delle Sugar, che cantò una cover in coreano). La versione di Mayukiss (il secondo tema d'apertura dell'OAV Shin Cutie Honey) fu cantata in inglese, sebbene il testo non fosse una traduzione diretta del testo giapponese.
Tutte le versioni della sigla d'apertura condividono la giocosa dichiarazione di Honey «Kawaru wa yo!» ("Sto per trasformarmi!") alla fine della canzone.
La canzone d'apertura comparve nell'anime del 1974 Majokko Meg-chan (Bia, la sfida della magia), in una scena in cui l'eroina, Meg, osserva Misty Honey (l'aspetto "pop idol" che Cutie Honey assumeva nella serie originale, non la sua arcirivale in Cutie Honey F) alla TV mentre la canta. Appare inoltre nell'anime Princess Princess, nell'episodio 7, dove i tre protagonisti intrattengono i loro compagni cantando questa canzone durante un concerto.
Re: Cutie Honey ed il film dal vivo di Cutie Honey hanno la stessa sigla, eseguita dalla famosa cantante Koda Kumi.
Cutie Honey Universe è finora l'unica serie del franchise a non adottare una cover della sigla originale. Infatti, la opening della serie è eseguita dalle AOP, ed è intitolata "Ai ga Nakucha Tatakaenai (愛がなくちゃ戦えない)". La sigla, inoltre, non contiene la classica dichiarazione «Kawaru wa yo!». La sigla finale è invece "SISTER", eseguita da luz.

## Ispirazione
Go Nagai ha basato Cutie Honey su due classiche opere di supereroi, Nana-Iro Kamen ("la maschera dai sette colori", 1959) e Rainbowman (Reinbōman, "l'uomo arcobaleno", (1972), in cui compariva un supereroe con sette differenti forme (7-Color Mask aveva sette travestimenti e Rainbowman aveva sette differenti forme di supereroina). Entrambe le opere erano state create da Yasunori Kawauchi (che creò anche la prima serie televisiva giapponese di supereroi, Moon Mask Rider, divenuta essa stessa un anime nel 1972 e che Nagai parodiò con Kekko Kamen).

## Influenza culturale
Sebbene la protagonista sia un'androide, il personaggio e la struttura narrativa stessa sono considerate un prototipo per i personaggi delle Mahō shōjo (eroine) combattenti a seguire ed in particolare di quelle più ironiche, della generazione anni novanta, indirizzate anche ad un pubblico non solo prettamente femminile. Le Mahō shōjo sono ragazze che si trasformano grazie ad uno speciale potere: essendo un'androide i poteri di Cutie Honey sono tecnologici piuttosto che magici o spirituali (nonostante in Cutie Honey F, l'adattamento anime shōjo del 1997-98, Honey Kisaragi si trasforma con mezzi magici). Nel film dal vivo Cutie Honey e nel suo adattamento animato Re: Cutie Honey, per esempio, i poteri di trasformazione di Honey provengono dal Sistema di Induzione Immaginario, abbreviato in I-system (la pronuncia inglese della lettera "I" è simile alla parola giapponese per amore (愛?, ai).
Nonostante gli elementi di nudità e sessualità la trasmissione originale del 1973-74 era comunque indirizzata ad un pubblico di tutte le età. Honey è seducente e maliziosa, spesso tenta i suoi amici maschi e prende in giro i suoi avversari in battaglia. Quando si trasforma in Cutie Honey, mostra per un breve momento le identità assunte in quel particolare episodio e quindi dichiara, «Ma la mia vera identità è...» prima di urlare «HONEY FLASH!» e trasformarsi.